# Grande Macchia Bianca
Grande Macchia Bianca (Grande Ovale Bianco o GWS, acronimo dell'inglese Great White Spot) è il nome assegnato, per analogia con la Grande Macchia Rossa di Giove a delle tempeste periodiche di colore biancastro che si manifestano nell'emisfero boreale di Saturno e appaiono abbastanza grandi da risultare visibili dalla Terra mediante l'uso di telescopi. L'estensione di queste tempeste può raggiungere alcune migliaia di chilometri.

## Caratteristiche e cause

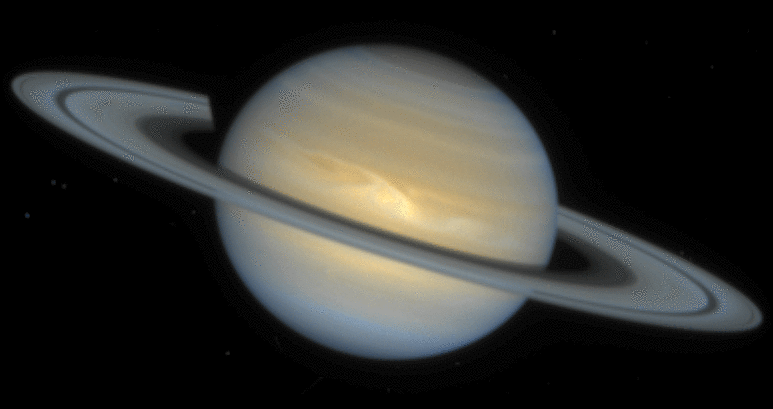
Una Grande Macchia Bianca ripresa poco a nord dell'equatore di Saturno il 1º dicembre 1994 dal telescopio spaziale Hubble.

Le Grandi Macchie Bianche sono degli eventi che si verificano principalmente nell'emisfero settentrionale di Saturno. Esse si formano inizialmente come delle macchie quasi anonime, per poi espandersi rapidamente in longitudine, arrivando talvolta a costituire una fascia che circonda tutto il pianeta. Le attuali teorie suggeriscono che le Grandi Macchie Bianche siano delle massicce correnti ascensionali, originate probabilmente da instabilità termiche.
La coincidenza della formazione delle Grandi Macchie Bianche con il solstizio "estivo" di Saturno è stata considerata come la prova che il maggior responsabile di questi fenomeni sia l'insolazione, anche se è stata notata una certa frequenza di questi fenomeni atmosferici nel tempo successivo al solstizio "invernale" boreale. Non è ancora noto se simili fenomeni si verifichino durante il solstizio invernale, in quanto gli anelli costituiscono un impedimento alla visuale del pianeta dalla Terra.

## Frequenza
Il fenomeno presenta una periodicità che si aggira sui 28,5 anni, quando l'emisfero nord di Saturno è maggiormente rivolto verso il Sole. La seguente è una lista delle osservazioni registrate di Grandi Macchie Bianche; gli anni in cui sono apparse considerati parte del ciclo sono 1876, 1903, 1933, 1960 e 1990.
- 1876 – Osservata da Asaph Hall, che se ne servì per calcolare il periodo di rotazione del pianeta.
- 1903 – Osservata da Edward Emerson Barnard.
- 1933 – Osservata da Will Hay, attore comico ed astrofilo.
- 1960 – Osservata da JH Botham (Sudafrica).
- 1990 – Osservata da Stuart Wilber, dal 24 settembre sino a novembre inoltrato.
- 1994 – Studiata da osservatori a Terra e dal telescopio spaziale Hubble.[5]
- 2006 – Osservata da Erick Bondoux and Jean-Luc Dauvergne.

Il perché nessuna macchia sia stata registrata prima del 1876 è un mistero, in qualche modo simile alla lunga mancanza di dati relativi alla Grande Macchia rossa nel XVIII e nella prima parte del XIX secolo; la Macchia del 1876 fu molto prominente, risultando visibile anche con telescopi di apertura 60 mm.
Mark Kidger ha descritto nel 1992 due significative tipologie di GWS:
1. GWS alternate in latitudine, che appaiono solamente a latitudini a nord della regione temperata settentrionale (NTZ) o in corrispondenza della regione equatoriale.
2. GWS di alte latitudini, che ricorrono più frequentemente rispetto a quelle alternate in latitudine (~27 anni contro i ~30 delle alternate); esse tendono ad essere meno prominenti delle loro controparti equatoriali.

Sulla base dei queste apparenti regolarità, Kidger ha previsto che la prossima GWS apparirà nella NTZ nel 2016 e probabilmente sarà meno appariscente di quella comparsa nel 1990.